# POMZ-2地雷
POMZ-2地雷（俄语：ПОМЗ-2）是苏联玄武岩设计局在20世纪40年代开发的一种绊线式地雷，是具有非常简单构造的爆炸装置。外型酷似一枚大号的木柄手榴弹，仅有六个主要部件：引信、火帽、雷管、装药、雷体和固定桩，非常易于制造和安装。它既可以用作雷场的一部分，也可以单独在各种障碍物、通道使用，用以加强掩体、进行伏击，或者铁丝网一起使用进行防御行动。

## 历史

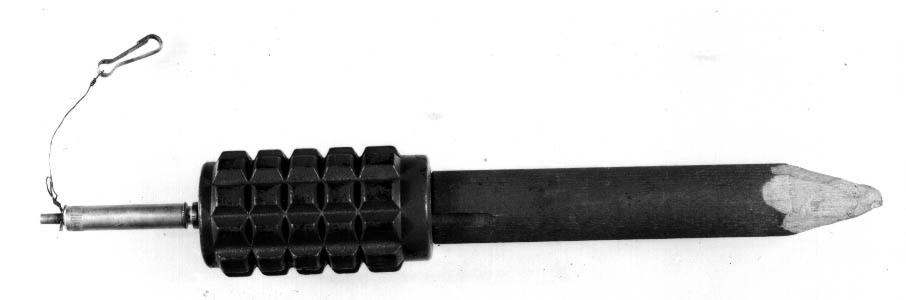
带有引信的POMZ-2绊线地雷

该地雷是设计师П.G.拉德维奇（П. Г. Радевич）和N.P.伊万诺夫（N. P. Ivanov）在1941年苏德战争时期开发。

## 结构和性能[1]

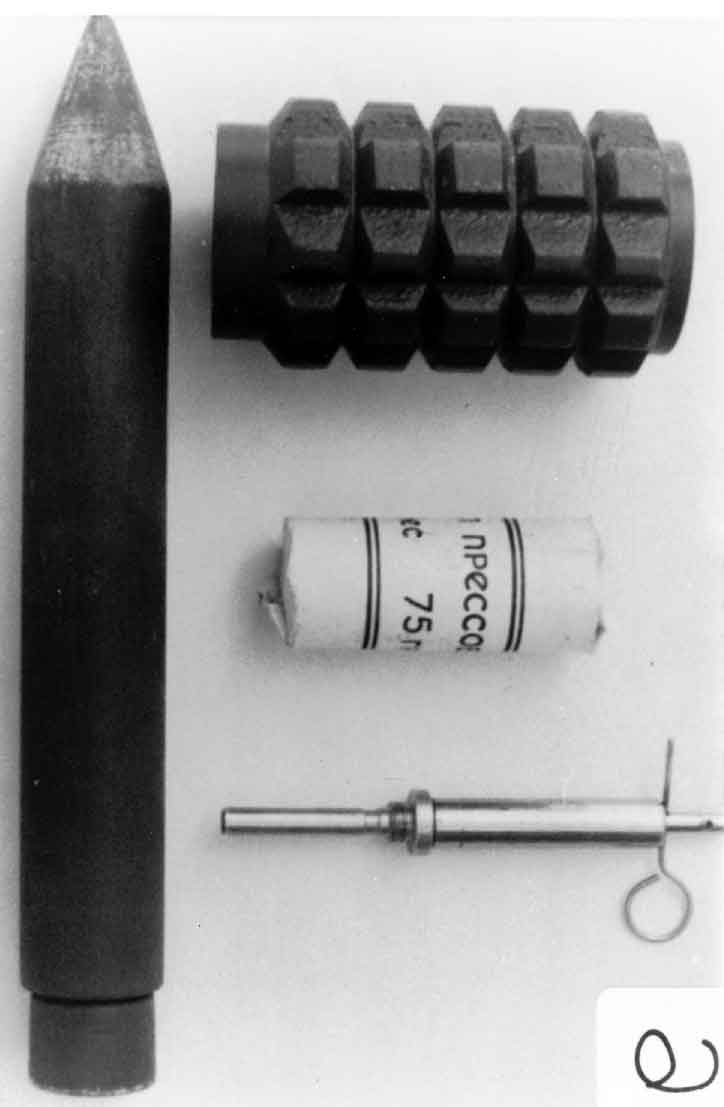
POMZ-2地雷的主要部件：铸铁雷体，引信，TNT药柱和固定桩

POMZ-2地雷的主体是由铸铁制成的空心铸件，外表有预制的破片槽。一个75克的TNT药柱从下面插入其中。带有MD-2引信的雷管通过垂直通道插入外壳。雷体安装在木桩上。
POMZ-2M的质量为1.2公斤，长度为107毫米，引信连接为螺纹式。
POMZ-2地雷使用以下引信：УВ、УВГ、МУВ、МУВ-2、МУВ-3、МУВ-4。
POMZ-2地雷在许多情况下以拆卸的形式存放在仓库中——地雷主体，TNT药块和木桩放置一组。雷管会放入一个盒子中，并按盒子不同隔间中的零件类型进行分组。使用时将它们组装在一起。
| 名称         | POMZ-2                           | POMZ-2M                          |
| 雷体直径     | 60毫米                           | 60毫米                           |
| 雷体长度     | 130毫米                          | 107毫米                          |
| 雷体主要材质 | 6排预制破片铸铁雷体              | 5排预制破片铸铁雷体              |
| 固定桩高度   | 约300 mm，可以改变               | 约300 mm，可以改变               |
| 重量         | 2.3公斤                          | 1.8公斤                          |
| 装药         | 75 克TNT 药柱                    | 75 克TNT 药柱                    |
| 引信         | MUV系列绊线引信 （2至5公斤拉力） | MUV系列绊线引信 （2至5公斤拉力） |

## 工作原理
在布设地雷的位置将保险销插入撞针的下部孔中。弹簧被压缩。当拉出保险环时，撞针松开，在弹簧的作用下撞击引信，从而导致雷管引信爆炸。引信体由涂漆钢、镀锌钢或汤姆帕克包钢制成，直径为12毫米的实心拉管，由金属板、步枪弹壳、黑色或棕色电木冲压而成。要引爆炸药，需要将8号雷管与引信相结合后拧入雷体。引信插入地雷，使用1根或者2根绊线连接保险销。绊线的另一端会固定在另外一个木桩或者树木上，触发力为0.5-1千克。当绊线被触动时，绊线将保险销从引信中拉出，地雷被引爆。POMZ-2型地雷的杀伤半径为25米，杀伤碎片的散布半径可达200米。在森林和灌木丛中埋设地雷时，可能会出现积雪，因此会将地雷绑在茂密的树木上或设置在人胸部高度的木桩上。

## 排除[2][1]

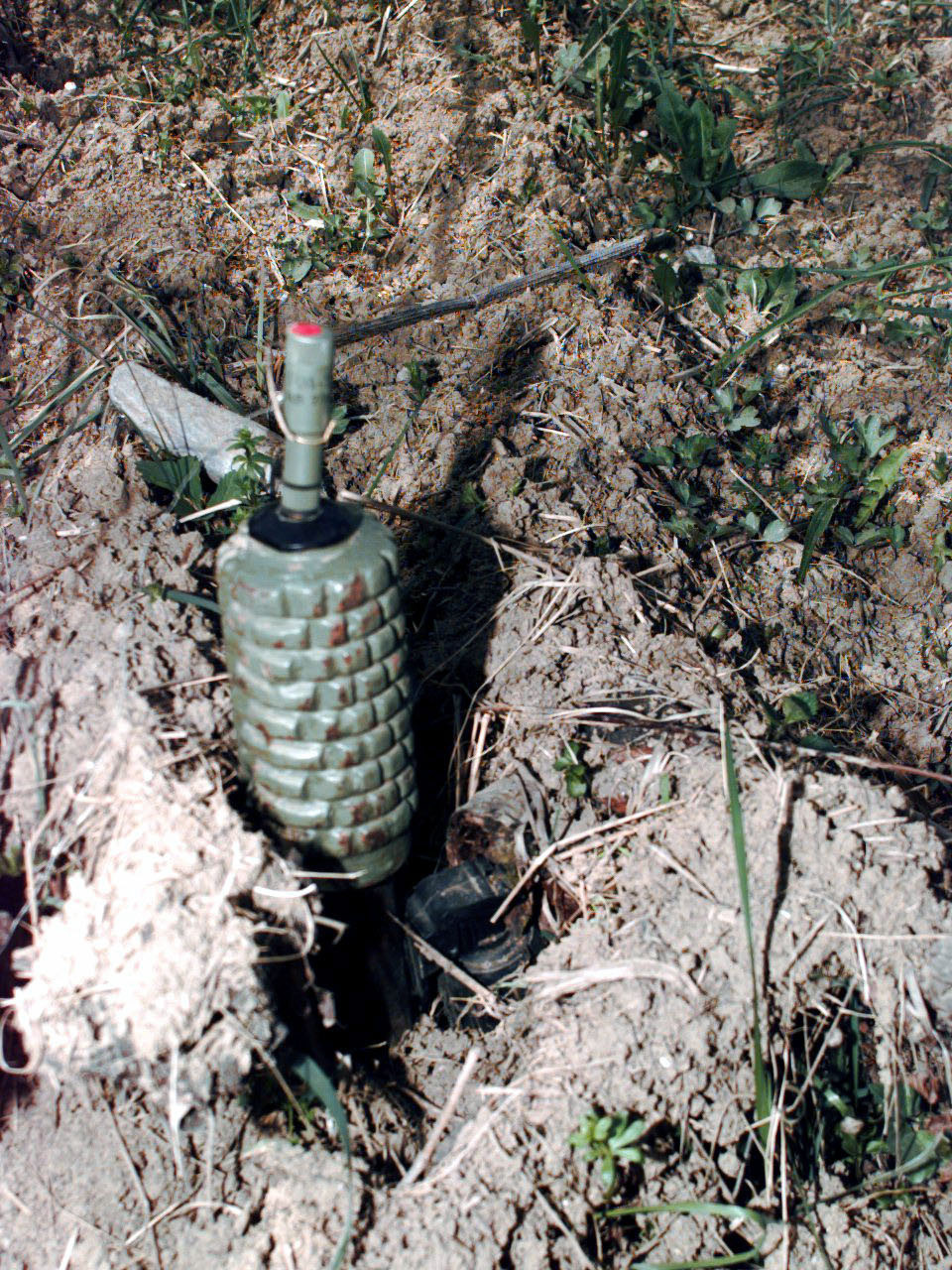
在南斯拉夫内战时发现的PMR-2A地雷，它是POMZ地雷的变体。请注意在雷体下方的诡雷装置，它是一枚已经拔出保险销的手榴弹。

在扫雷行动中，使用金属探测器很容易探测到地雷。禁止拆除使用МУВ-2、МУВ-3引信的POMZ-2地雷，应当使用拉线在安全距离引爆。在扫雷过程中也应当注意诡雷装置。
地雷没有自毁装置，但是固定桩和绊线通常会腐烂，导致雷主体只剩下炸药块和引信，这种状态下的地雷很危险。引信的撞针杆通常会因腐蚀而损坏，并且很难保持在待发位置。МУВ引信的的主弹簧是镀锡的并且会保存得相当完好。如果不小心移动或轻微撞击，撞针可能会折断并刺穿雷管。因此需要撤退到安全区域，由专业人员进行处理。如果会发现没有引信的POMZ-2，成堆堆积起来。这些地雷是工兵在该地区排雷后留下的，不会构成危险。

## 参与战争
- 苏德战争
- 朝鲜战争[3]
- 越南战争
- 中越战争
- 南斯拉夫内战

## 衍生型号
- POMZ-2M：相对于原来的POMZ-2的主要改进之一是引信腔带有螺纹，并有垫圈以防止水进入地雷体。POMZ-2M有5排破片，而POMZ-2有6排。[4]

## 使用国家
因为结构简单，它已被广泛复制，成为世界范围内最常见的碎片地雷之一。

### 苏联和俄罗斯
- POMZ-2M

### 中国
- 59型破片地雷

### 捷克共和国
- PP-Mi-Sk[6]

### 南斯拉夫
- PMR

### 越南
MBV-78A1

### 古巴[8]
PMFH-1